# Фолон (Монтана)
Фолон (енгл. Fallon) насељено је место без административног статуса у америчкој савезној држави Монтана.

## Демографија
По попису из 2010. године број становника је 164, што је 26 (18,8%) становника више него 2000. године.
| Група             | 2000.       | 2010.       |
| Белци             | 136 (98,6%) | 158 (96,3%) |
| Афроамериканци    | 0 (0,0%)    | 0 (0,0%)    |
| Азијати           | 0 (0,0%)    | 0 (0,0%)    |
| Хиспаноамериканци | 0 (0,0%)    | 6 (3,7%)    |
| Укупно            | 138         | 164         |